# پارک ملی ارلی
پارک ملی ارلی (به لاتین: Arli National Park) یک پارک ملی در بورکینافاسو است که در Est Region واقع شده‌است.